# NGC 54
NGC 54 è una galassia a spirale intermedia situata nella costellazione della Balena.
La galassia è stata scoperta nel 1886 dall'astronomo tedesco Ernst Wilhelm Tempel che la definì "molto debole, piuttosto piccola, rotonda". Il suo diametro è di circa 90.000 anni luce, e quindi è un po' più piccola della nostra Via Lattea.
Il database NASA/IPAC la classifica come galassia a spirale barrata, ma non c'è alcuna evidenza della presenza di una barra nelle immagini riprese da Sloan Digital Sky Survey (SDSS). La classificazione più ragionevole sembra quella di galassia a spirale intermedia, come proposto inizialmente da Seligman.
NGC 54 ha una luminosità di classe I e presenta una larga riga a 21 cm dell'idrogeno neutro.